# Casualties of Cool
Casualties of Cool é o álbum de estréia do duo canadense de country rock Casualties of Cool, composto pelos músicos canadenses Devin Townsend e Ché Aimee Dorval. O álbum foi lançado em 14 de maio de 2014 pelo selo HevyDevy. Trata-se de um trabalho totalmente diferente dos anteriores de Townsend, principalmente por ser um álbum conceitual que apresenta músicas com forte influências da country music, do blues rock e da ambient music.
O trabalho foi parcialmente financiado pelo site de crowdfunding PledgeMusic.
O álbum figurou na quinta posição da Billboard Independent Albums.

## Background
O projeto Casualties of Cool foi entrou oficialmente em produção em 2012, embora Townsend já viesse trabalhando nele desde 2010. Em setembro de 2012, Townsend declarou: "Casualties of Cool é uma dupla formada por mim e por Ché Dorval. Soa como músicas assombradas de Johnny Cash. Música de fim de noite, som completamente isolado e diferente de tudo o que eu já fiz. Ché canta a maioria das músicas, e é provavelmente o reflexo mais verdadeiro de quem eu sou na vida neste momento". Mais tarde, Townsend mencionou que o Casualties of Cool apresenta "música mais próxima de seu coração" neste momento de sua vida, referring the album to be "a special one", referindo-se ao álbum como "algo especial", "uma das coisas mais favoritas que ele já fez". e "realmente gratificante de fazer". Townsend também disse que o álbum é "uma música séria muito necessária para ele" e que é um projeto importante que ele não quer apressar.

## Conceito
Townsend descreveu o conceito do álbum como sendo sobre um viajante atraído para um planeta sensível, que se alimenta do medo do viajante. O viajante encontra consolo em um rádio antigo e depois em um fonógrafo antigo. Eventualmente, ele enfrenta seu próprio medo, e sua "força de vontade de não se submeter ao medo" libera uma mulher mantida dentro do planeta, que também liberta sua própria alma.

## Recepção
| Críticas profissionais | Críticas profissionais |
| Avaliações da crítica  | Avaliações da crítica  |
| Fonte                  | Avaliação              |
| ---------------------- | ---------------------- |
| Sputnikmusic           | [ 11 ]                 |
| Ultimate-guitar.com    | 7.7/10                 |

O álbum foi classificado como o 7º melhor registro de 2014 pela Sputnikmusic, com o comentário: "Basta dizer que este é um registro que você deve ouvir o mais rápido possível. Estabelece ainda mais Devin Townsend como um dos mais engenhosos e realizados músicos atualmente". Também recebeu uma nota 5 de 5 no site.
Já o site Ultimate-guitar.com deu uma nota 7.7 de 10

### Desempenho nas Paradas Musicais
| Ano  | Parada Musical               | Posição | Ref.   |
| ---- | ---------------------------- | ------- | ------ |
| 2014 | Billboard Independent Albums | # 5     | [ 1 ]  |
| 2014 | UK Album Charts              | # 77    | [ 14 ] |

## Faixas
| N.º            | Título         | Compositor(es)                            | Duração |  |
| 1.             | "Daddy"        | Ché Aimee Dorval                          | 5:11    |  |
| 2.             | "Mountaintop"  | Townsend, Dorval                          | 5:33    |  |
| 3.             | "Flight"       | Dorval                                    | 5:32    |  |
| 4.             | "The Code"     | Townsend, Dorval                          | 4:41    |  |
| 5.             | "Moon"         | Townsend                                  | 6:28    |  |
| 6.             | "Pier"         | Townsend / Letra: Townsend e Morgan Ågren | 3:39    |  |
| 7.             | "Ether"        | Townsend                                  | 4:50    |  |
| 8.             | "Hejda"        | Townsend, Dorval                          | 3:40    |  |
| 9.             | "Forgive Me"   | Townsend, Dorval                          | 6:00    |  |
| 10.            | "Broken"       | Townsend                                  | 1:59    |  |
| 11.            | "Bones"        | Dorval                                    | 3:39    |  |
| 12.            | "Deathscope"   | Townsend                                  | 6:13    |  |
| 13.            | "The Field"    | Dorval                                    | 4:01    |  |
| 14.            | "The Bridge"   | Townsend / Letra: Townsend e Kat Epple    | 8:13    |  |
| 15.            | "Pure" (Epple) | Townsend                                  | 4:08    |  |
| Duração total: | Duração total: | Duração total:                            | 73:47   |  |

| Deluxe edition disc 2 |                     |                                            |         |  |
| N.º                   | Título              | Compositor(es)                             | Duração |  |
| 1.                    | "Ghost Wives"       |                                            | 5:04    |  |
| 2.                    | "Drained"           |                                            | 4:28    |  |
| 3.                    | "Dig For Gold"      |                                            | 4:41    |  |
| 4.                    | "Dead Eyes"         |                                            | 5:53    |  |
| 5.                    | "Drench"            | Música: Townsend, Mike St-Jean, Dave Young | 6:23    |  |
| 6.                    | "Mend"              | Música: Townsend, Jeff Schmidt             | 3:54    |  |
| 7.                    | "Where You've Been" |                                            | 4:52    |  |
| 8.                    | "Gone is Gone"      | Letra: Townsend, Dorval                    | 4:13    |  |
| 9.                    | "Fight"             |                                            | 6:49    |  |
| 10.                   | "Glass World"       |                                            | 2:36    |  |
| 11.                   | "Aquarius"          |                                            | 5:11    |  |
| 12.                   | "Perspective"       |                                            | 7:12    |  |
| 13.                   | "Moonshine"         |                                            | 3:49    |  |
| Duração total:        | Duração total:      | Duração total:                             | 65:05   |  |

Pledge version
| N.º | Título         | Compositor(es)          | Duração |  |
| 1.  | "Daddy"        |                         | 5:11    |  |
| 2.  | "Mountaintop"  |                         | 5:33    |  |
| 3.  | "Flight"       |                         | 5:32    |  |
| 4.  | "The Code"     |                         | 4:41    |  |
| 5.  | "Moon"         |                         | 6:28    |  |
| 6.  | "Pier"         |                         | 3:39    |  |
| 7.  | "Ether"        |                         | 4:50    |  |
| 8.  | "Hejda"        |                         | 3:40    |  |
| 9.  | "Forgive Me"   |                         | 6:09    |  |
| 10. | "Gone Is Gone" | letra: Townsend, Dorval | 4:38    |  |
| 11. | "Broken"       |                         | 2:00    |  |
| 12. | "Bones"        |                         | 3:39    |  |
| 13. | "Deathscope"   |                         | 6:13    |  |
| 14. | "The Field"    |                         | 4:01    |  |
| 15. | "The Bridge"   |                         | 8:13    |  |
| 16. | "Pure"         |                         | 4:08    |  |

| Pledge exclusive content |                                           |                |         |  |
| N.º                      | Título                                    | Compositor(es) | Duração |  |
| 1.                       | "Cold Feet (Pledge exclusive demo track)" | Townsend       | 3:39    |  |
| 2.                       | "Thing (Pledge exclusive demo track)"     | Townsend       | 6:43    |  |
| 3.                       | "CoC Commentary Disc 1"                   |                | 73:52   |  |
| 4.                       | "CoC Commentary Disc 2"                   |                | 65:04   |  |

## Créditos Musicais
Casualties of Cool
- Devin Townsend – guitarras, Baixo elétrico, Vocais, teclados
- Ché Aimee Dorval – Vocais, violão

Convidados
- Morgan Ågren – Baterias, Percussão[15]
- Kat Epple – flauta, woodwinds
- Jørgen Munkeby – saxofones
- Dave Young – teclados adicionais
- Mike St-Jean – baterias adicionais
- Jeff Schmidt – Baixo elétrico adicional
- Randy Slaugh – arranjo de cordas, engenharia de audio
- The Sångkraft Chamber Choir – Coro
- Leif Åkesson – condução do coro